# 下呂カントリークラブ
下呂カントリークラブ（げろカントリークラブ）は、岐阜県下呂市にあるゴルフ場である。

## 概要
「下呂カントリークラブ」は、岐阜県東部の長野県境、飛騨地域で唯一の分水嶺より南にある、飛騨木曽川国定公園や岐阜県立自然公園など、岐阜県で有数の自然豊かな地域である。また、兵庫県の有馬、群馬県の草津、岐阜県の下呂の日本三名泉として知られ、日本百名山の御嶽山を望むロケーションに恵まれた所にある。
1960年（昭和35年）代初期、新たなゴルフ場の建設に向けて、建設用地の下呂市宮地地区に、コース設計家の佐藤儀一に依頼し、18ホール規模のゴルフ場の造成工事が着工され、 1964年（昭和39年）11月17日、「下呂カントリークラブ」18ホールの造成工事が完了し、開場された。
コースは、天下三名泉と謳われる下呂温泉郷のなだらかな丘陵地に広がる、下呂温泉からは20分程の風光明媚で、標高700m程の高地にあって夏は別天地の趣きがある。自然の山岳の地形を巧みに生かした緩やかなアンジュレーションが特徴的の山岳コースで、リフトが設備されていることから疲れることなくラウンドできる。
アウトコースとインコースは、3ホールずつのロング、ミドル、ショートがレイアウトされ、高低差のあるスリリングなゴルフを楽しめる。18ホールにはそれぞれ名前がつけられており、3番ホールは心臓破りの丘、5番ホールは絶景、6番ホールは地獄谷、13番ホールは絶壁 、14番ホールはひよどり越え、など個性的なホールを楽しみたいコースである。また、打ち下ろしや谷越えなど変化あるホールが多く、頭脳的な攻めが必要なレイアウトである。

## 所在地
〒509-2314 岐阜県下呂市宮地1083-1-8

## コース情報
- 開場日 - 1964年11月17日
- 設計者 - 佐藤 儀一
- 面積 - 760,000m2（約22.9万坪）
- コースタイプ - 山岳コース
- コース - 18ホールズ、パー72、6,464ヤード、コースレート68.6
- フェアウェー - コウライ
- ラフ - ノシバ
- グリーン - 1グリーン、コーライ
- ハザード - バンカー60、池が絡むホール4
- ラウンドスタイル - 全組セルフプレー基本、乗用カート、セルフプレー、1組4人が原則、状況によりツーサム可、乗用カート(5人乗り)リモコン式
- 練習場 - 無し
- 休場日 - 12月31日、1月1日[4][5]

## クラブ情報
- ハウス面積 - 1,650m2（499.1坪）
- ハウス設計 - 株式会社 篠田川口建築事務所
- ハウス施工 - 六合建設 株式会社[4][5]

## ギャラリー
- コース - [6]
- ハウス - [7]

## 交通アクセス
- 鉄道 - 高山本線（JR東日本） - 下呂駅より タクシー利用 約15分[8]
- 道路 - 中央自動車道 - 中津川ICより 49Km 約分[8]

## 関連文献
- 『ゴルフ場ガイド 西版』、2006-2007、「下呂カントリークラブ」、東京 ゴルフダイジェスト社、2006年5月、2021年10月15日閲覧